# Universitas Istropolitana

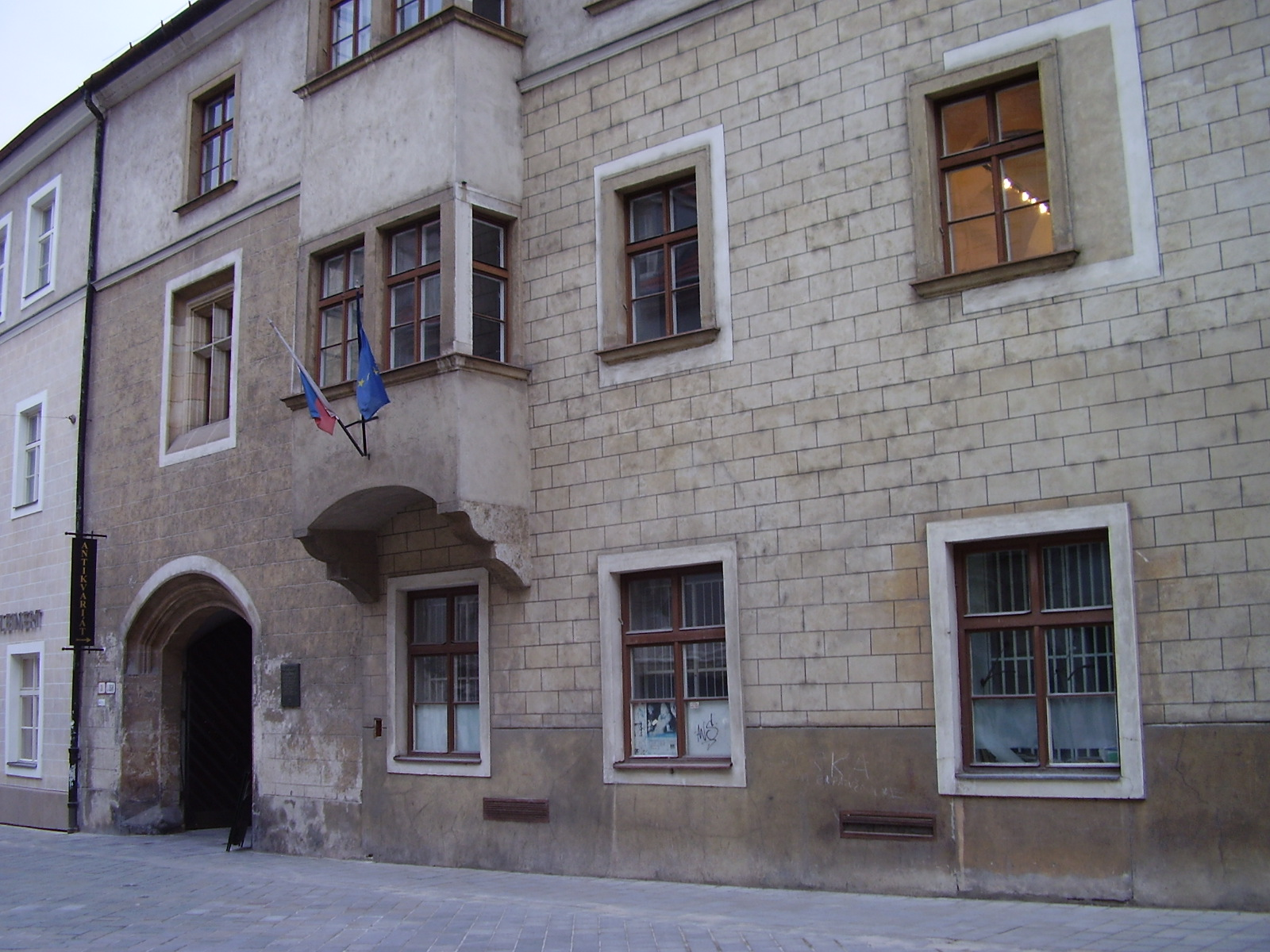
Ehemaliges Universitätsgebäude in der Altstadt in der Ventúrska Straße

Die Universitas Istropolitana oder Universitas Posoniensis in Bratislava war die erste Universität im 15. Jahrhundert auf dem Gebiet der heutigen Slowakei und Ungarns. Sie bestand nur wenige Jahrzehnte.

## Entwicklung
Die Universität wurde 1465 von König Matthias Corvinus für ganz Ungarn gegründet (Istropolis = Donaustadt; griech. für Bratislava), nachdem Papst Paul II. sie am 14. Mai 1465 genehmigt hatte. Diese Gründung sollte eine ungarische Elite zur Türkenabwehr ausbilden, war aber auch gegen die habsburgische Universität Wien gerichtet und ihr Zeitpunkt beruhte vermutlich auf einer astrologischen Berechnung. Der Wiener Theologieprofessor und mehrfache Dekan Leonhard Huntpichler O. P. († 1478) wurde als Berater zur Einrichtung gewonnen, erster Kanzler mit weiten Befugnissen wurde der Erzbischof von Esztergom Johann Vitez († 1472), sein vor Ort tätiger Vizekanzler und Nachfolger als Kanzler ab 1472 war der Dompropst am Martinsdom Juraj von Schönberg (auch Juraj Peltel, † 1486).
Der Unterricht begann am 5. Juni 1467 nach umfangreichen Baumaßnahmen, die auch den Dom einbezogen. Der König stellte das vom Kaufmann und Bürgermeister Stefan Gmaitl ererbte Renaissancepalais für die Vorlesungen zur Verfügung. Als Mediziner lehrte der spätere Theologe und Kanoniker Wolfgang von Herzogenburg. Der italienische Mediziner und Astronom Galeotto Marzio war der Bibliothekar des Königs, Regiomontanus und Johannes Reibel aus Kupferberg aus Wien lehrten Mathematik und Astronomie, Marcin Bylica aus Krakau war der Hofastrologe. Auch Johann von Glogau (?) aus Krakau wurde eingeladen. Nachdem Johann Vitez 1471 als Verschwörer kaltgestellt worden war, zogen sich die Humanisten seines Umfeldes zurück. Der aus Niederösterreich stammende Vizekanzler Juraj zog als Ersatz vor allem junge Dozenten von der Universität Wien nach Bratislava und sicherte ihre Finanzierung vielfach durch die Präbenden des Domkapitels. Der Gräzist und Theologe Nicolaus Schricker von Hütteldorf und der Doktor des kanonischen Rechtes Erasmus von Regensburg gehörten dazu. Mathias Corvin hielt sich mit weiteren Finanzmitteln zurück, sodass das Domkapitel die entscheidende Stellung einnahm.
Die Quellenlage zu den Lehrenden ist insgesamt unsicher. Nach 1486 wurde noch ein neuer Kanzler eingesetzt, Anton zo Šankoviec, ab 1493 Bischof von Nitra, doch war der Niedergang nicht mehr aufzuhalten.
Nach dem Tod von Matthias Corvinus im Jahr 1490 schloss die Universität, weil die ungarische Krone an den an Bildung in Ungarn desinteressierten polnischen König Wladislaw II. fiel, der die Finanzierung einstellte.
Die Universität verfügte trotz der hohen Kosten über die vier klassischen Fakultäten, zur Finanzierung sollten örtliche Pfründen ähnlich wie an der Universität Prag einbezogen werden:
- Theologische Fakultät
- Juristische Fakultät (Studium unter Aufsicht der kirchlichen Verwaltung und des erzbischöflichen Gerichtswesens)
- Medizinische Fakultät
- Artistenfakultät (mit den zeitbedingten Schwerpunkten Astronomie und Astrologie)

## Nachwirken
Das Gebäude steht heute unter Denkmalschutz und beherbergt die Hochschule für Musische Künste Bratislava (VŠMU).
Die Slowakei widmete 2017 dem 550. Jahrestag der Gründung der Universitas Istropolitana eine 2-Euro-Gedenkmünze.